# Chalicán
Chalicán es un pequeño pueblo/paraje ubicado al sudeste de la provincia argentina  de Jujuy, en el departamento Ledesma, localizado entre la ciudad de San Pedro de Jujuy y la ciudad de Fraile Pintado. La población de dedica principalmente a producir caña de azúcar, cítricos, y a la pesca.
El 17 de febrero de 2008 sufrió una inundación que afectó a muchos hogares que se tuvieron que evacuar.

## Defensa Civil

### Sismicidad
La sismicidad del área de Jujuy es frecuente y de intensidad baja, y un silencio sísmico de terremotos medios a graves cada 40 años.
- Sismo de 1863: aunque dicha actividad geológica catastrófica, ocurre desde épocas prehistóricas, el terremoto del 4 de enero de 1863 (162 años),[2] señaló un hito importante dentro de la historia de eventos sísmicos jujeños, con 6,4 Richter. Pero nada cambió extremando cuidados y/o restringiendo códigos de construcción.[1]
- Sismo de 1948: el 25 de agosto de 1848 (176 años) con 7,0 Richter, el cual destruyó edificaciones y abrió numerosas grietas en inmensas zonas[2][1]
- Sismo de 2009: el 6 de noviembre de 2009 (15 años) con 5,6 Richter